# The Best Thing About Me Is You
The Best Thing About Me Is You è un brano musicale del cantante Ricky Martin, estratto come singolo dall'album Música + Alma + Sexo.
Il brano figura il featuring della cantante Joss Stone nella versione in lingua inglese, mentre di Natalia Jiménez nella versione in lingua spagnola, intitolata Lo Mejor De Mi Vida Eres Tú. Il brano è stato presentato per la prima volta durante il The Oprah Winfrey Show il 2 novembre 2010, e lo stesso giorno è stata resa disponibile per il download digitale su iTunes. Il brano è riuscito ad arrivare alla prima posizione della classifica Billboard Latin Pop Songs.
Il video musicale di The Best Thing About Me Is You è stato girato il 20 e 21 dicembre 2010 a Miami, in Florida ed è stato presentato sul canale VEVO di Ricky Martin l'11 gennaio 2011, ottenendo in meno di un mese più di tre milioni di contatti.

## Tracce
Promo Digital Columbia - (Sony)
1. The Best Thing About Me Is You - 3:36

## Classifiche
| Paese             | Posizione massima |
| ----------------- | ----------------- |
| Belgio (Fiandre)  | 39                |
| Belgio (Vallonia) | 4                 |
| Paesi Bassi       | 99                |
| Ungheria          | 21                |

### Versione in spagnolo
| Paese              | Posizione massima |
| ------------------ | ----------------- |
| Messico            | 3                 |
| Spagna             | 25                |
| Billboard Hot 100  | 74                |
| US Latin Songs     | 1                 |
| US Latin Pop Songs | 1                 |